# Пулер
Пулер (англ. Pooler) — город в округе Чатем в штате Джорджия в Соединённых Штатах Америки.
Согласно данным переписи населения США 2020 года число жителей города 
составляло 25 711 человек, что выше показателя переписи 2010 года более чем на треть.

## История
Город был назван в честь железнодорожного служащего Роберта Уильяма Пулера (англ. Robert William Pooler).
Во время Гражданской войны в США Пулер был железнодорожной станцией под названием Pooler's Station — последней остановкой перед Саванной на Центральной железной дороге Джорджии. В декабре 1864 года Пулер был местом встречи офицеров армии Союза во главе с Уильямом Текумсе Шерманом, которые вели переговоры с властями Саванны о мирной сдаче этого стратегического портового города расположенного у устье одноимённой реки.

## География

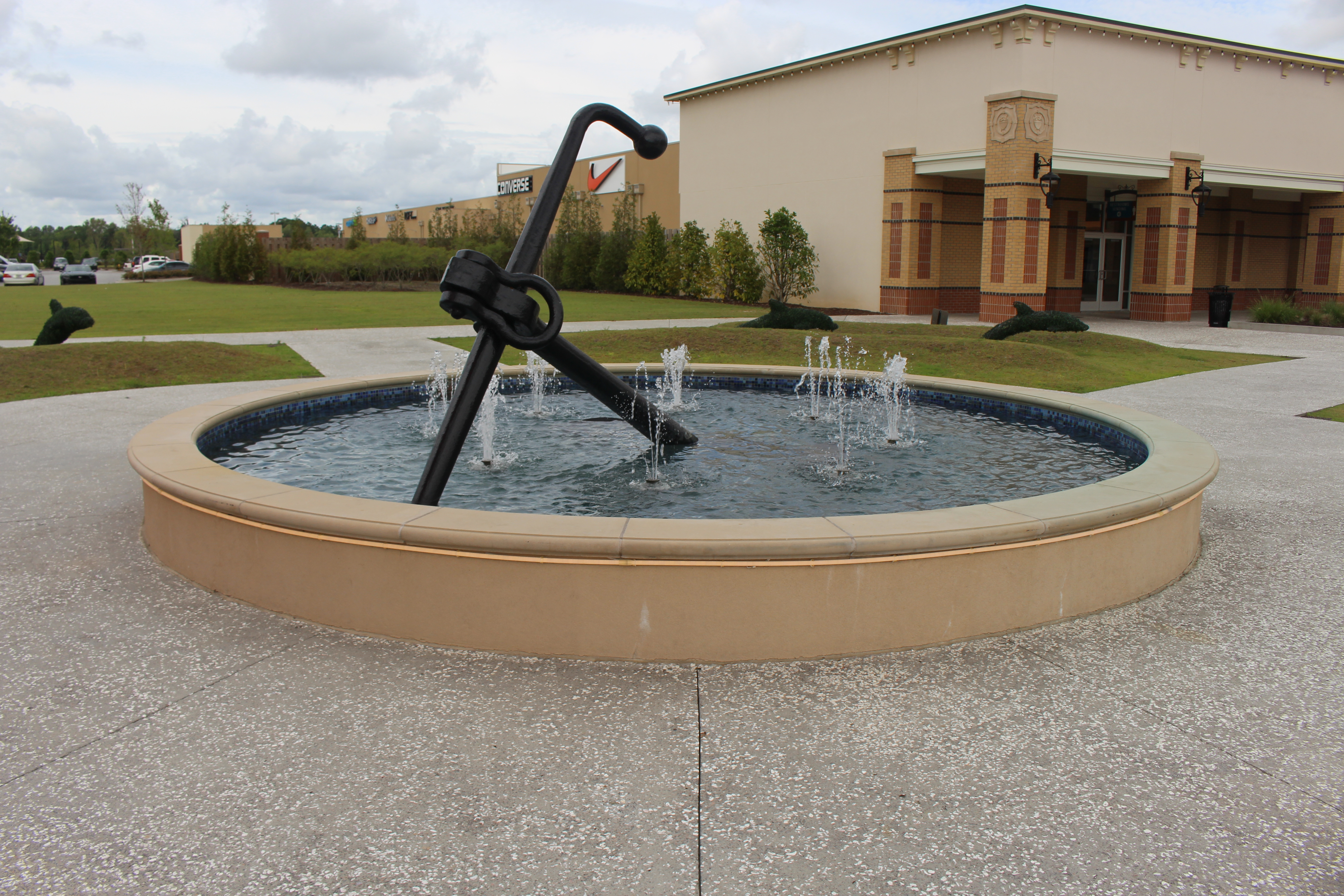
Фонтан в Пулере

Пулер расположен в северо-западной части округа Чатем и граничит с городами Порт-Уэнтворт на севере, Гарден-Сити на востоке, Саванной на севере и юге и Блумингдейлом на западе.
По данным Бюро переписи населения США, общая площадь Пулера составляет 30,3 квадратных миль (78,6 км), из которых 29,4 квадратных миль (76,1 км) составляет суша и 0,97 квадратных миль (2,5 км или 3,18 %) — водная поверхность.